# Henry Stapp
Henry Pierce Stapp (* 23. März 1928 in Cleveland) ist ein US-amerikanischer theoretischer Physiker und Philosoph.
Stapp studierte an der University of Michigan mit dem Bachelor-Abschluss 1951 und an der University of California, Berkeley, mit dem Master-Abschluss 1952 und der Promotion bei Emilio Segrè und Owen Chamberlain 1955. Als Post-Doktorand war er bei Wolfgang Pauli an der ETH Zürich und war auch 1958 in München bei Werner Heisenberg. Ab 1959 war er Physiker am Lawrence Berkeley National Laboratory.
Er befasste sich unter anderem mit der Analyse der Kernkraft aus Nukleon-Nukleon-Streuprozessen, axiomatischer S-Matrix-Theorie (eine in den 1960er Jahren führende Strömung der theoretischen Elementarteilchenphysik), Paritätsverletzung. Später kamen philosophische Arbeiten zur Quantenmechanik hinzu, mit denen er sich schon seit den 1950er Jahren befasste, aber zunächst nicht veröffentlichte. Er vertritt wie auch zuvor Eugene Wigner (Wigners Freund) die These, dass der Kollaps der Wellenfunktion einen bewussten Beobachter benötigt. Daraus entwickelte er eine Theorie des Bewusstseins, in der Gedankenprozesse eine quantenmechanische Grundlage haben und über den Quanten-Zeno-Effekt stabilisiert werden. Er ist von der Philosophie von Alfred North Whitehead und dessen Prozess und Realität beeinflusst.

## Schriften
- Quantum Theory and Free Will: How Mental Intentions Translate into Bodily Actions, Springer 2017
- The Mindful Universe: Quantum mechanics and the participating observer, Springer 2011
- Mind, Matter and Quantum Mechanics, Springer 2009
- mit J. M. Schwartz, M. Beauregard: Quantum theory in neuroscience and psychology: A neurophysical model of mind-brain interaction, Philosophical Transactions of the Royal Society of London, Series B, Band 360, 2005, S. 1309–1327.